# إيفان فيشنفسكي
إيفان فيشنفسكي، من مواليد 21 فبراير 1957، وتوفي في 11 مايو 1996، لاعب كرة قدم سوفيتي أوكراني سابق.
لعب مع منتخب الاتحاد السوفيتي لكرة القدم.

## وصلات خارجية
- إيفان فيشنفسكي على موقع اتحاد تركيا (لاعب) (الإنجليزية)
- إيفان فيشنفسكي على موقع قاعدة بيانات كرة القدم.إي يو (الإنجليزية)
- إيفان فيشنفسكي على موقع ناشيونال فوتبول تيمز (الإنجليزية)
- إيفان فيشنفسكي على موقع Soccerway.com (الإنجليزية)
- إيفان فيشنفسكي على موقع عالم كرة القدم.نت (الإنجليزية)

قالب:تشكيلة الاتحاد السوفيتي في بطولة أمم أوروبا 1988